# ネリネ属
ネリネ属 (英: Nerine) は、南アフリカ原産のヒガンバナ科（生物分類表に採用のクロンキスト体系ではユリ科）の属のひとつ。ネリネ属にはおよそ30種があり、栽培や交配などがなされており、現在では広く分布している。別名はダイヤモンドリリー。

## 概要
球根は直径3 - 5cm。冬の終わりから春にかけて紐の形をした長さ約20 cm、太さ約1cmの鋭い葉が2枚現れる。葉は晩春に枯れ、球根も晩夏に休眠状態に入る。
秋には長さ約30 cmの茎から2 - 12輪の直径約4cmの漏斗状の花が咲く。
全体的にアマリリスと比べ小さいが、特徴が良く似ている。似たような特徴を持つ植物としてリコリスが挙げられる。